# Pandémie de Covid-19 en Nouvelle-Zélande
Pour un article plus général, voir Pandémie de Covid-19.
La pandémie de Covid-19 en Nouvelle-Zélande démarre officiellement le 28 février 2020. Au 21 septembre 2022, le bilan est de 2 909 morts.

## Chronologie

### 2020
Le 28 janvier, le ministère de la Santé met sur pied le Centre national de coordination de la santé en réponse à l'épidémie. Un arrêté sur les maladies infectieuses et à déclaration obligatoire est délivré pour entrer en vigueur le 30 janvier, obligeant les professionnels de la santé à déclarer tout cas soupçonné en vertu de la Loi sur la santé de 1956.
Le 3 février, le gouvernement de la Nouvelle-Zélande annonce que les voyageurs étrangers qui quittaient la Chine se verraient refuser l'entrée en Nouvelle-Zélande, seuls les citoyens et résidents permanents de la Nouvelle-Zélande et leur famille étant autorisés à y entrer. Les universités ont demandé au gouvernement d'exempter les étudiants chinois voyageant pour étudier en Nouvelle-Zélande.Les étrangers qui ont quitté la Chine et passé au moins 14 jours dans un autre pays ont été autorisés à entrer en Nouvelle-Zélande. L'interdiction a été prolongée de huit jours supplémentaires le 24 février.
Le 4 février, le navire de croisière Diamond Princess est mis en quarantaine par les autorités japonaises à Yokohama après que les passagers eurent confirmé avoir la Covid-19. Onze Néo-Zélandais seraient à bord. Le 20 février, quatre passagers néo-zélandais avaient reçu un résultat positif au virus et étaient traités au Japon. Deux d’entre eux devaient se rendre sur un vol d’évacuation organisé par le gouvernement australien.
Le 5 février, un vol organisé par le gouvernement et exploité par Air New Zealand  arrive à Auckland en provenance de Wuhan, dans la province du Hubei, en Chine, Wuhan confinée depuis le 23 janvier. Le vol transporte 193 passagers, dont 54 citoyens néo-zélandais et 44 résidents permanents. Trente-cinq passagers australiens sont transférés sur un vol australien, tandis que les 157 passagers restants sont  mis en quarantaine dans une installation militaire à Whangaparaoa pendant 14 jours. Les passagers sont ensuite relâchés le 19 février.
Le 7 février, le ministère de la Santé met en place un numéro de téléphone gratuit dédié à Healthline (0800 358 5453) pour les appels liés au Covid-19.
La Nouvelle-Zélande confirme son premier cas le 28 février, une citoyenne néo-zélandaise de la soixantaine qui avait récemment visité l'Iran, revenant par Bali, en Indonésie, et arrivant en Nouvelle-Zélande le 26 février à Auckland. Elle subit deux tests pour la Covid-19 qui étaient négatifs, mais un troisième test utilisant un échantillon plus spécifique était positif. Elle est admise à l'hôpital d'Auckland. La Nouvelle-Zélande était le 48e pays à avoir un cas confirmé de Covid-19. Le 28 février également, le gouvernement étend les restrictions de voyage aux voyageurs en provenance d'Iran.
Un système de niveau d’alerte à quatre niveaux est mis en place le 21 mars pour gérer l’épidémie en Nouvelle-Zélande. Le niveau d’alerte est d’abord fixé au niveau 2, mais est ensuite relevé au niveau 3 dans l’après-midi du 23 mars. À partir de 23 h 59 le 25 mars, le niveau d’alerte est déplacé au niveau 4, mettant le pays dans un blocage national. Le niveau d’alerte est ramené au niveau 3 à 23 h 59 le 27 avril, levant partiellement certaines restrictions, et descendant au niveau 2 à 23 h 59 le 13 mai, levant le reste des restrictions tout en maintenant la distanciation physique. Le pays passe au niveau 1 à 23 h 59 le 8 juin, supprimant toutes les restrictions restantes, à l’exception des contrôles aux frontières.
Au 22 juin 2020 la Nouvelle-Zélande a eu 1 513 cas (1 163 cas confirmés et 350 cas probables) de Covid-19. Sur la base de l’estimation nationale de la population de 4 966 000, 232,4 cas sont confirmés par million d’habitants (302,9 cas confirmés et probables par million d’habitants)
À cette date le pays n’a enregistré que 2030 infections et 25 morts depuis le début de la pandémie. "Le succès de la stratégie néo-zélandaise a été attribué à une politique de test large, rapide et massive. Selon le magazine Forbes, 1,2 million de tests ont été pratiqués depuis le 28 février 2020, date à laquelle le premier cas de COVID-19 a été enregistré en Nouvelle-Zélande".
En octobre le gouvernement néo-zélandais signe un accord pour d'acheter 1,5 million de doses du vaccin de Pfizer.

### 2021

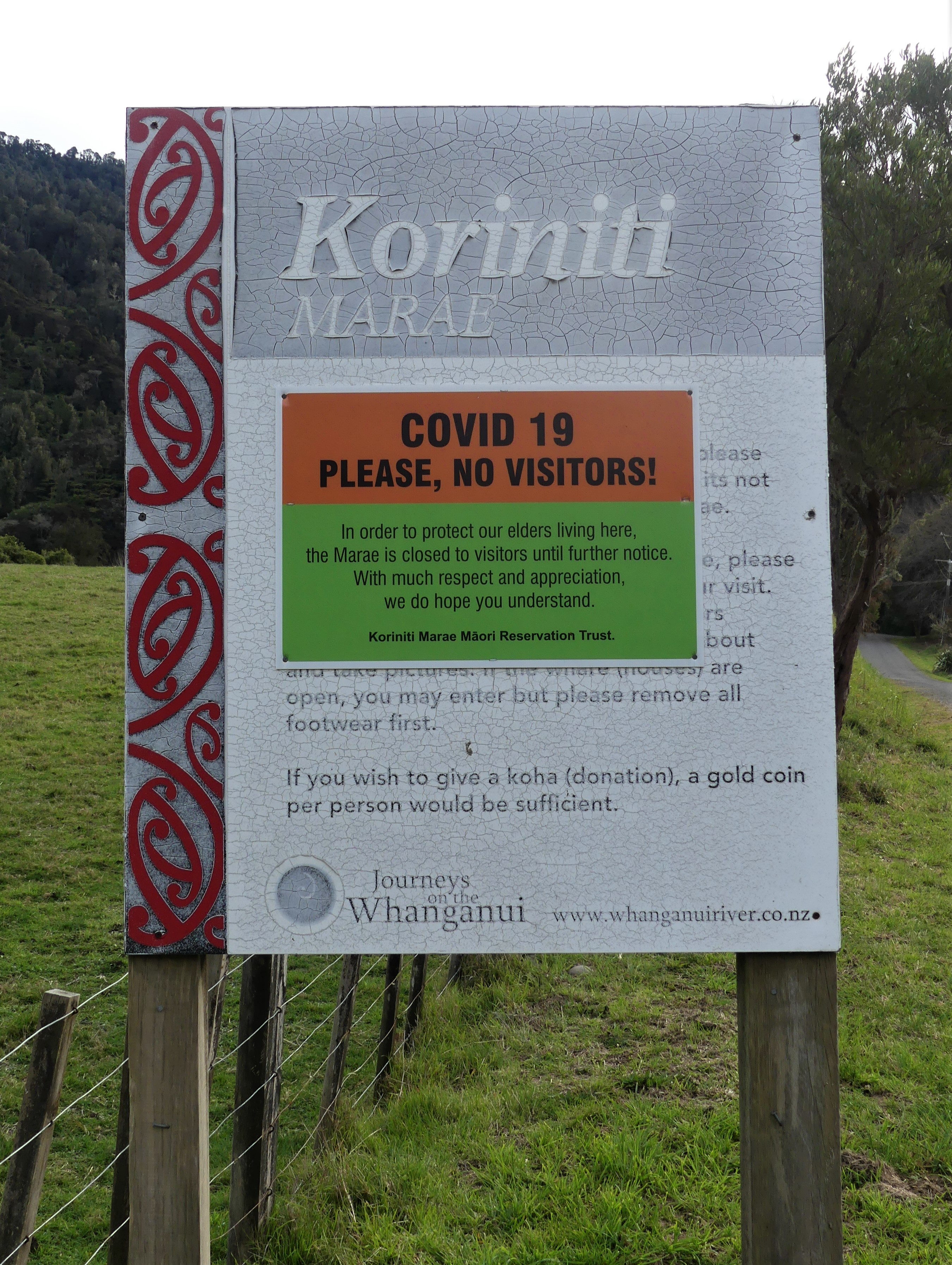
Le marae de Koriniti, fermé par l'iwi durant la pandémie de COVID-19.

Le pays choisit la stratégie d'éradication du virus dite « zéro Covid » que la contagiosité du variant Delta met en échec, et mène "une course effrénée à la vaccination pour rattraper son retard", estimant que les 3 millions sont vaccinés sont insuffisants surtout chez les Maoris.
Les habitants d'Auckland sont confinés chez eux depuis la mi-août. Ces restrictions doivent être maintenues jusqu'à la fin novembre. Ce confinement sera levé si 90% de la population est entièrement vaccinée.
En octobre le gouvernement décrète que les soignants et les enseignants non vaccinés ne pourront plus exercer leur métier.
En novembre plusieurs milliers de manifestants manifestent à Wellington contre les restrictions imposées.
En décembre le gouvernement valide l'utilisation du vaccin Pfizer chez les 5-11 ans.

### 2022
En mars le pays annonce lever progressivement ses restrictions, le gouvernement estimant que 95% des Néo-Zélandais étant entièrement vaccinés, le niveau d'immunité collective est élevé, malgré la brusque flambée due au variant omicron. Mais le mois suivant le nombre de décès augmente pour atteindre un pic en août et faire passer le nombre total de décès de 570 le 19 avril à 2454 décès le 8 août.
En mai le New Zeland Doctors Speaking Out with Science (NZDSOS), un groupe de médecins dénonçant le peu de considération donnée aux effets secondaires graves de la vaccination  demande l’ouverture d’une enquête.
En été la Nouvelle-Zélande rouvre totalement son territoire, "après avoir autorisé dans un premier temps les voyageurs américains, canadiens et européens à revenir depuis le 1er mai dernier." 

## Statistiques

Nombre de cas en Nouvelle-Zélande depuis le début de l'épidémie.

Nombre de morts en Nouvelle-Zélande depuis le début de l'épidémie.